# Чика, Эдильсон
Эдильсон Чика Чика (исп. Edilson Chica Chica; род. 25 декабря 1977 года) — колумбийский спортсмен-паралимпиец, игрок в бочча, соревнующийся в классе BC4. Чемпион летних Паралимпийских игр 2024 в Париже.

## Биография
На чемпионате мира 2022 года в Рио-де-Жанейро вместе с младшей сестрой Лейди Чикой занял первое место в смешанных парах. В индивидуальном турнире проиграл в 1/8 финала хорвату Давору Комару. В 2023 году на ПараПан Американских играх в Сантьяго (Чили) занял первое место в индивидуальном турнире и второе место в смешанных парах.
В 2024 году принял участие на летних Паралимпийских играх 2024 в Париже в индивидуальном и смешанном парном турнирах в классе BC4. В индивидуальном турнире в отборочном раунде занял второе место в группе, победив испанца Басиле Агачо (счёт 4:2) и словака Мартина Стрехарского (4:1) и проиграв хорвату Давору Комару на тай-брейке после счёта 3:3. В четвертьфинале победил колумбийца Эуклидеса Грисалеса (4:1), в полуфинале — украинца Артёма Колинько (3:1). В финале проиграл британцу Стивену Макгуайру (5:8) и завоевал «серебро» Паралимпиады-2024. В смешанном парном турнире выступал в паре с младшей сестрой Лейди Чикой. В отборочном раунде заняли второе место в группе, победив Малайзию (Абдул Раззак Абдул Рахман и Нур Аскузаймей Мат Салим) со счётом 5:2 и уступив Украине (Артём Колинько и Наталья Коненко) на тай-брейке после счёта 3:3. В четвертьфинале победили Китай (Чжэн Юаньсэнь и Линь Симэй) со счётом 7:3, в полуфинале — Таиланд (Порнчок Ларпьен и Нуанчан Пхонсила) со счётом 4:1, в финале — Гонконг (Лян Южун и Чжан Юань) со счётом 6:1 и стали чемпионами Паралимпиады в смешанном парном турнире.